# Kvaleya
Kvaleya, monotipski rod crvenih algi iz porodice Mesophyllumaceae opisan 1971. godine. Jedina vrsta je morska alga K. epilaeve iz sjevernog Atlantika (Skandinavija, Island).